# Jeniv, Zolociv
Jeniv (în ucraineană Женів) este un sat în orașul raional Hlîneanî din raionul Zolociv, regiunea Liov, Ucraina.

## Demografie
Componența lingvistică a localității Jeniv
     Ucraineană (100%)
Conform recensământului din 2001, toată populația localității Jeniv era vorbitoare de ucraineană (100%).